# Хидео Коџима
Хидео Коџима (јап. 小島 秀夫, енгл. Hideo Kojima; Токио, 24. август 1963) јапански је дизајнер видео игара, сценариста, директор и продуцент. Директор је Коџима продукције (енг. Kojima Production), коју је основао 2005. у оквиру Конамија и бивши потпредседник Конами Дигитал Ентертејнмента
Коџима је стваралац, директор и писац великог броја видео игара, међу којима и Metal Gear серијал игара са основном механиком везаном за шуњање. Радио је и на игри Boktoi и Castelvania : Lords of Shadow.

## Биографија

### Детињство
Коџима је рођен у Токију у Јапану и у својој трећој години се преселио на запад. Желео је да постане уметник или илустратор, али су га често обесхрабљивали због социјалних норми Јапана које су давале предност сигурним и добро плаћеним пословима. Почео је да пише кратке приче и да их шаље јапанским часописима, али ниједна није објављена. Касније је прешао на снимање филмова са камером свог пријатеља.

### 1980-е
Коџима је покушао да уђе у бизнис видео игара, али безуспешно на самом почетку. Идеје за програмирање су му одбијане, али није одустајао и касније је примљен. Придружио се издавачу видео игара Конамијевом MSX одсеку за кућне рачунаре 1986. године као дизајнер и планер. Прва игра на којој је радио као асистент директора била је Penguin Adventure наставак Antarctic Adventure.
Касније је преузео пројекат Metal Gear, игру која је објављена 1987. за MSX2 кућне рачунаре у Јапану и неким деловима Европе. Његов следећи пројекат је графичка авантура Snatcher која је изашла за NEC PC - 8801 и MSX2 у Јапану 1988.

### 1990-е
Коџима је 1990. био део продукционог тима за две видео игре за MSX2 кућне рачунаре : спиноф игре Snatcher названом SD Snatcher, и наставку игре Metal Gear под насловом Metal Gear 2 : Solid Snake
Објавом Metal Gear Solid игре 1998. за PlayStation (енг. PlayStation) конзолу, Коџима постаје светски препознат у области видео игара.

### 2000-е
Почетком 2001. Коџима објављује прве детаље о наставку игре Metal Gear Solid названом Metal Gear Solid 2 : Sons of Liberty за PlayStation 2. Пре објаве Metal Gear Solid 2 Коџима је радио као продуцент на игри и анимеу под називом Zone of the Enders 2001, а две године касније објављује и Boktoi : The Sun is in your arms за ручну, преносиву конзолу Game Boy Advance, где су играчи имали улогу младог ловца на вампире који користи соларно оружје које се пуни помоћу фотометричких сензора на дискети ( што је играче приморавало да је играју на сунчевој светлости). Затим је дизајнирао и објавио Metal Gear Solid 3 : Snake Eater. Верзија ове игре за северно америчко тржиште је објављена 17. новембра 2004, за јапанско тржиште 16. децембра 2004, а за европско тржиште 4. марта 2005.
Metal Gear Solid 4 : Guns of the Patriots објављена је у јуну 2008. у чијем је развитку учествовао као кодиректор заједно са Шујо Муратом (енг. Shuyo Muratu). Првобитно, Коџима није требало да учествује у овом пројекту. Тим је добијао претње на нивоу смрти које су их уплашиле, тако да је одлучио да ради са њима због њихове сигурности. Пре Е3 фестивала 2009. почео је да сарађује са западњачким издавачем, што је касније довело до заједничког рада Коџиме и шпанског издавача МеркуриСтима (енг. MercurySteam) на игри Castelvania : Lords of Shadow.
Иако је најавио да ће Metal Gear Solid 4 бити последња игра из Metal Gear серијала у којој ће директно учествовати, на Е3 фестивалу 2009. је најавио да ће се вратити да помогне свом тиму у изради Metal Gear Rising : Revengence као продуцент и Metal Gear Solid : Peace Walker као писац, директор и продуцент.

### 2010-е
Почетком ове деценије постао је потпредседник Конами Дигитал Ентертејнмента (енг. Konami Digital Enterteinment) 1. априла 2010. Средином 2012. па и наредних година, након што је окончао рад на свом Фокс енџину (енг. Fox Engine), незванично је спојен са радом на серијалу Silent Hill. За то време је исказао велику жељу да направи наставак ове игре на свом новом Фокс енџину. Августа 2014. P.T. излази у продају у PlayStation продавници (енг. PlayStation Store) и открива се да Коџима ради на новој игри у серијалу под називом Silent Hills за PlayStation 4 заједно са мексичким директором Гиљермом Дел Тором. Априла 2015. играни трејлер (P.T.) је скинут са PlayStation продавнице и игра је званично отказана.
Коџима 2013. изјављује да ће Metal Gear Solid V : The Phantom pain бити званично његово последње metal Gear дело. Марта 2015. године појављују се информације да ће се Коџима растати са Конамијем после објављивања игре.
Заједно са Сони Компјутер Ентертејнментом (енг. Sony Computer Entertainment) Коџима објављује да ће Продукција Коџима да се формира као засебан издавач и да ће њихова прва игра ексклузивно изаћи за PlayStation 4. На Е3 2016. у Лос Анђелесу, Коџима лично излази на бину и открива име те игре, представљајући нови трејлер за игру Death Stranding.

## Утицаји на стваралаштво
Коџима је навео игру Јуџи Хорија :  (1983) и игру Шингера Мијанота :  (1985) као игре које су га подстакле да уђе у индустрију видео игара. Игра Јуџија Хорија је имала велики утицај на његова ранија дела, рачунајући и Metal Gear и приметно, Snatcher Коџимова љубав према филму се примећује у његовим играма, где им одаје почаст кроз причу и ликове. Цитирао је контраст измећу филмова и игара, где у играма жели да прикаже насиље као на филму, али да о томе одлучује сам играч. Он жели да том одлуком људи разумеју шта све долази са насиљем. Snatcher је инспирисан разним научно-фантастичним филмовима, углавном из осамедесеетих година 20. века, међу којима и Истребљивач (енг. Blade Runner), Акира, Створ (енг. The Thing), Инвазија телокрадивца (енг. Invasion of the body snatchers) и Терминатор.
Примери утицаја филмова се примећују и у шифрованом имену јунака Metal Gear серијала, Солид Снејка (енг. Solid Snake) који је добио име по Снејку Пилсену из филма Бекство из Њујорка (енг. Escape from New York), Снејково право име, Дејв (енг. Dave) инспирисано је Дејвом из 2001. : Свемирске Одисеје ( енг. 2001. : A Space Odyssey).
Филмови су имали утицај и на друге делове игара. Сцена у игри Metal Gear Solid у којој Sniper Wolf пуца на Мерил је референца на сцену из филма Бојеви метак (енг. Full Metal Jacket), читав концепт шуњања у игри инспирисан је филмом Велико Бекствро (енг. The Great Escape)
У једном чланку који је писао за званични PlayStation 2 часопис описао је утицаје филма Зора живих мртваца (енг. Dawn of the Dead) на Metal Gear серијал, указујући на то да по његовом мишљењу
Metal Gear Solid је Зора живих мртваца ако заменимо војнике са зомбијима.

## Награде и признања
Њузвик (енг. Newsweek) је именовао Коџиму као једну од топ 10 особа у 2002. години. Некст - Џен (енг. Next - Gen) поставио га је на седмо место своје листе 100 најбољих дизајнера видео игара из 2008..IGN га је 2009. поставио на шесто место најбољих дизајнера видео игара свих времена. На годишњим D.I.C.E. наградама, освојио је награду Алеје Великана AIAS(Academy of Interactive Arts and Sciences). На додели награда за игре 2016. (енг. The Game Awards 2016) прихватио је Награду Индустријске Иконе (енг. Industry Icon Award).